# سيمون بيني
سيمون بيني (بالإنجليزية: Simon Penny)‏ هو فنان أسترالي، ولد في 19 أكتوبر 1955 في ملبورن في أستراليا.